# DITIB-Zentralmoschee Essen

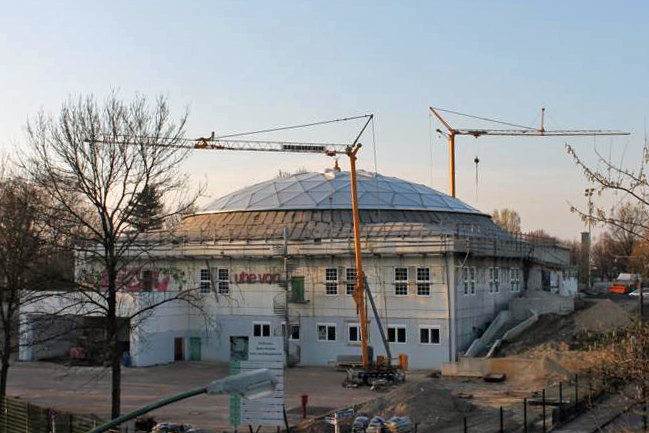
Bauzustand im März 2013

Die  DİTİB-Zentralmoschee (türkisch : Merkez Camii) ist eine Moschee im Essener Stadtteil Altendorf. Dieses neue repräsentative Gebäude der Gemeinde, die zum Dachverband DITIB gehört, ersetzt ein zu klein gewordenes Hinterhofgebäude, das verkauft wurde. Seit September 2023 wird die weitgehend fertiggestellte Moschee von den Gemeindemitgliedern genutzt.

## Gebäude
Der Architekt Oylar Saguner († 2019), der dem örtlichen DITIB-Vorstand angehörte und unter anderem auch an der Planung des Oberhausener CentrO beteiligt war, ließ die ehemalige Lagerhalle des einstigen Schuhhauses Böhmer zur Moschee umbauen. Als Bauherr und Betreiber tritt der DITIB-Verein in Essen-Altendorf auf. Die Baukosten wurden auf rund 4 Millionen Euro beziffert. Das Geld stammte aus der Arbeit und den Ersparnissen der Gemeinde sowie aus dem Verkauf des alten Gebäudes an der Helenenstraße und Spenden. Das gesamte Grundstück besitzt 110 PKW-Stellplätze mit zwei Einfahrten. Der Haupteingang zur Moschee liegt an der Straße In der Hagenbeck, ein weiterer Eingang zu den Sozialräumen dagegen an der Nöggerathstraße.
Die obere Etage wird von einer sieben Meter hohen und 31,44 Meter im Durchmesser großen Aluminium-Kuppel überspannt. Damit ist sie größer als die Kuppel der Kölner Moschee mit etwa 25 Metern Durchmesser und überspannt damit, laut dem Architekten Oylar Saguner, den derzeit größten Kuppelraum einer Moschee in Europa. Unter der Kuppel mit 28 Perlenfenstern befindet sich ein rund 800 Quadratmeter großer Gebetsraum für 360 Gläubige. Die Stützpfeiler des ehemaligen Flachdaches des alten Lagerhauses konnten daher entfallen.
Im Gebäude gibt es drei Bereiche. Zum ersten, öffentlichen Bereich gehören Sozialräume, ein Vortragssaal für rund 180 Personen, eine etwa 600 Quadratmeter große Sporthalle, ein Sprachinstitut, ein Jugend-, ein Senioren- und ein Frauencafe. Im zweiten Teil befindet sich der große Gebetsraum und den dritten Bereich bilden Verwaltungsräume und Wohnungen für Imam, Hausmeister und mögliche Besucher der Gemeinde. Das Richtfest fand am 9. November 2012 statt.
Ursprünglich gab es den Plan, die alte Nottreppe des ehemaligen Lagerhauses in ein 23,15 Meter hohes Minarett umzugestalten. Die Wendeltreppe sollte spiralförmig mit Edelstahl verkleidet werden. Darauf hätten Buchstaben aus unterschiedlichen Sprachen der Welt – die den Turmbau zu Babel symbolisieren – aufgebracht werden sollen; als Mahnmal der Verständigung. Das Minarett sollte eine rein symbolische Funktion haben, Muezzin-Rufe dürfen nicht nach außen dringen. Dieses Minarett wurde nicht gebaut. Am westlichen Ende des Grundstücks wurde dennoch eine fünf Meter hohe Schallschutzwand zu den angrenzenden Wohnhäusern errichtet.

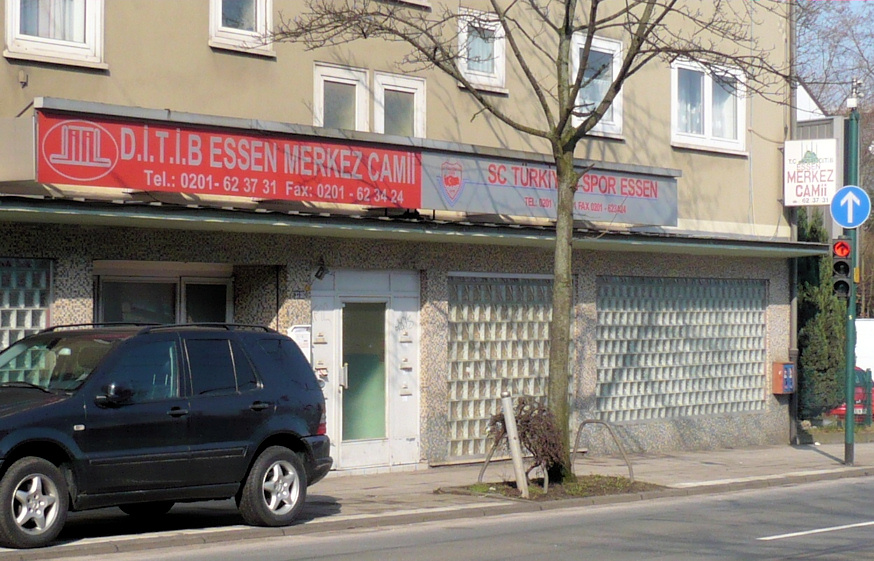
Eingang zur bisherigen Zentralmoschee in der Helenenstraße
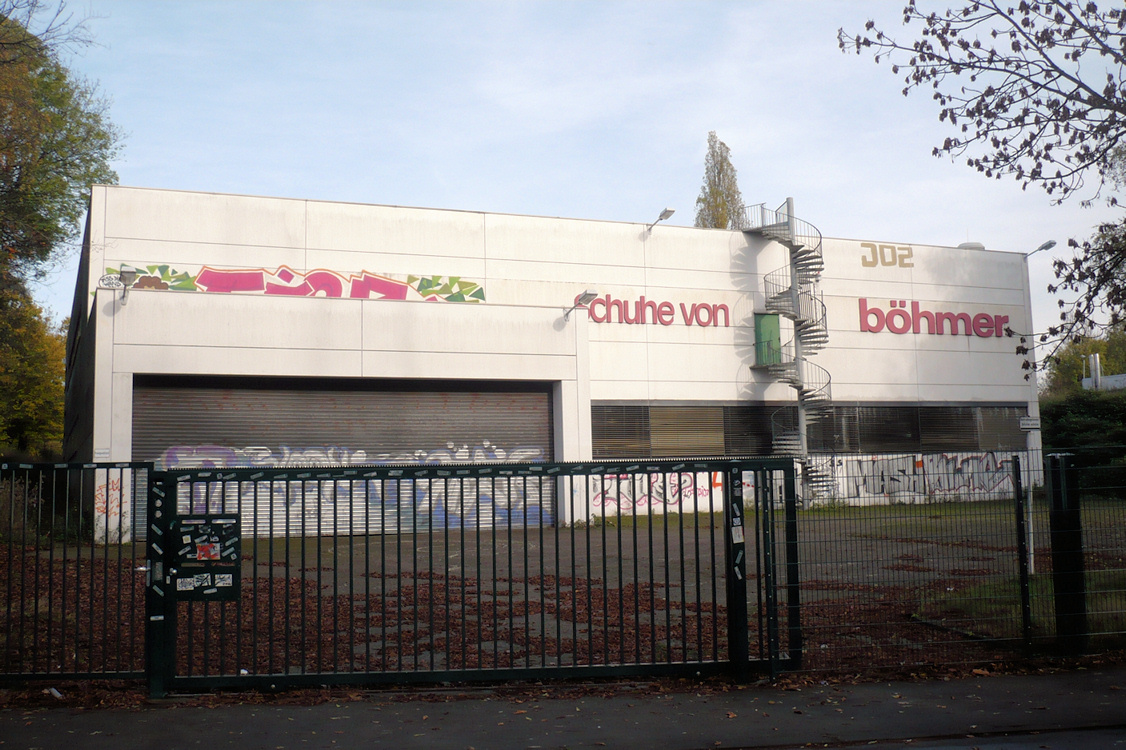
Ehemaliges Schuhlager Böhmer im Oktober 2008, vor dem Umbau zur Moschee
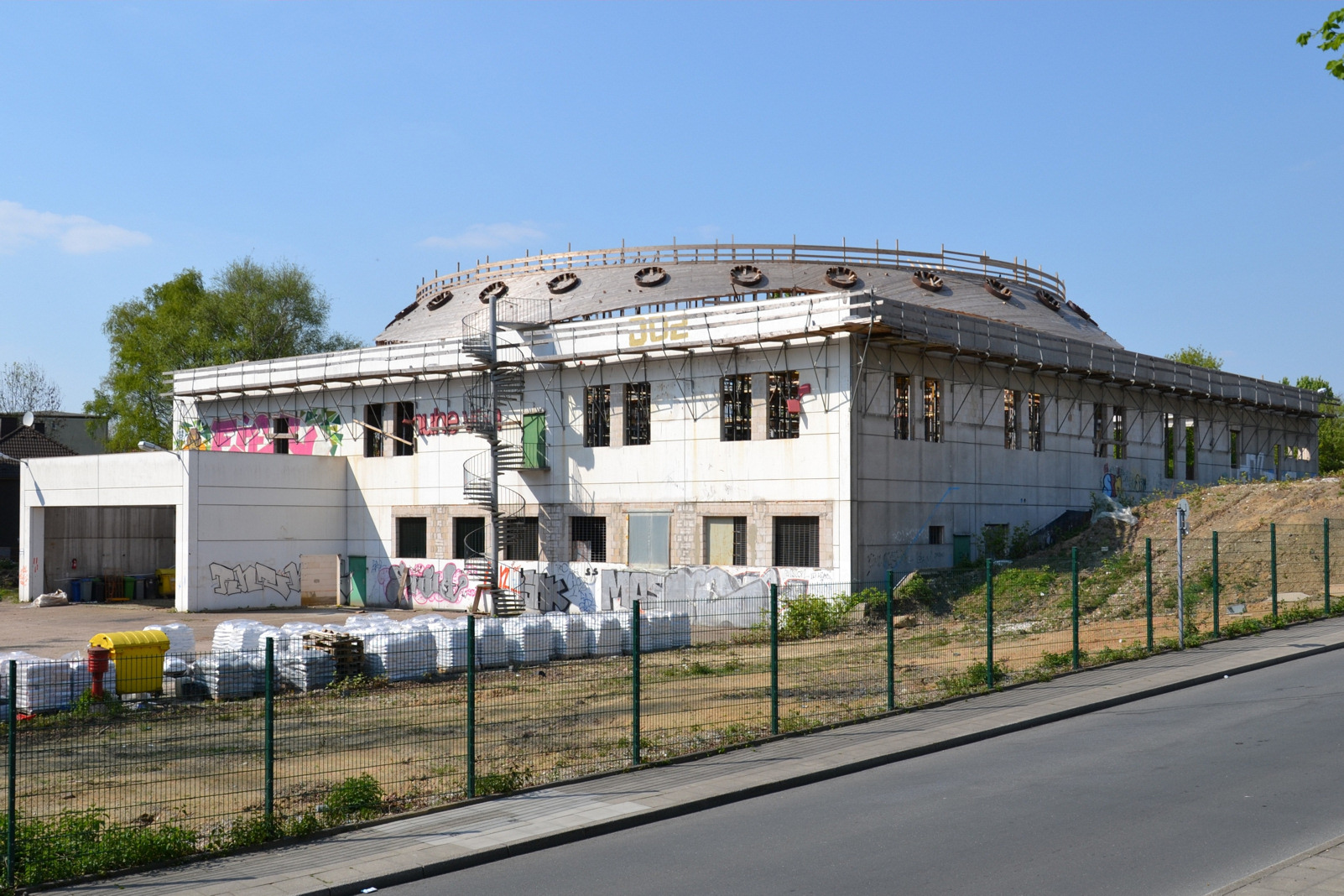
Zentralmoschee im Bau im April 2011

## Vorgeschichte
Der 1978 gegründete Moscheeverein Jahre erwarb 1984 das Gebäude eines ehemaligen Supermarkts an der Helenenstraße. Die DITIB-Gemeinde zählte im Jahr 2009 knapp 400 Mitglieder. Da aber meist nur ein Familienmitglied in die Gemeinde eingetragen ist, muss man die Zahl entsprechend multiplizieren. Der DITIB-Verein in Altendorf kaufte im April 2007 das 6.300 Quadratmeter große Grundstück, nördlich des S-Bahn-Haltepunktes Essen-Frohnhausen im Gewerbegebiet In der Hagenbeck gelegen, für 450.000 Euro. Hier befand sich die Lagerhalle des in Konkurs gegangenen Schuh-Unternehmens Böhmer, die zur Merkez-Moschee umgebaut wird. Die Baugenehmigung der Stadt Essen erfolgte Anfang September 2008. Einige Auflagen waren zu berücksichtigen. Deshalb wird es keinen zunächst geplanten Lebensmittelmarkt geben, da am Standort kein Einzelhandel genehmigt wird, der in Konkurrenz zu bestehenden Geschäften im Umkreis stehen könnte. Innerhalb des Gebäudes dürfen sich höchstens 400 Menschen gleichzeitig aufhalten, diese Obergrenze darf allerdings vier Mal im Jahr mit bis zu 700 Menschen überschritten werden. Damit sind die Feiertage Opferfest, Ramadanfest, Merkez-Fest und der Tag der offenen Moschee gemeint. Des Weiteren wurden mit 110 PKW-Stellplätzen die Auflagen für ausreichend Parkmöglichkeiten übertroffen. 

### Befürwortung und Kritik
Bereits bei Bekanntwerden des Bauvorhabens einer Moschee im Stadtteil gab es Gegner und Befürworter in Altendorf und angrenzenden Stadtteilen. Um Bedenken zum Problem der Fremdheit auszuräumen, bildete sich ein Bündnis aus Kirchengemeinden, Vereinen und anderen Institutionen. Der türkisch-islamische DITIB-Verein, der das Bauvorhaben anfangs mit einer Großmoschee für 2000 Menschen umschrieb, wurde aufgefordert für mehr Transparenz zu sorgen. Die NPD hingegen versuchte, mit einem Aufmarsch am 8. Dezember 2007, aus verbreiteten Befürchtungen der Bevölkerung Kapital zu schlagen. Diese Aktion forderte eine Gegendemonstration samt Kundgebung aller Parteien heraus, die am gleichen Tag stattfand.
Kritik gibt es besonders zum Standort, der eigentlich zentrumsnah sein sollte, aber in dem Altendorfer Gewerbegebiet doch eher versteckt und abseits liegt. Weitere Befürchtungen von Anwohnern und angrenzenden Gewerbetreibenden gelten einem stark anwachsenden Verkehrsaufkommen, das aber laut diversen Gutachten kaum eintreten könne. Dennoch ist Letzteres der Grund dafür, dass ein angrenzend angesiedelter Zulieferbetrieb Investitionen in seinen Standort im September 2008 stoppte.